# WAVEBOY
WAVEBOY（1995年8月4日—），原名Trevi Eno，歌手，词曲作者。
2021年2月，环球音乐版权集团中国（UMPG中国）在社交媒体上宣布，与词曲家、歌手WAVEBOY签署全球版权独家代理协议。

## 演绎经历
歌手WAVEBOY作为词曲作者，曾为中国歌手华晨宇和“快乐男声” YOUNG-G等人歌曲填词。天浩盛世娱乐为吉克隽逸的第一和第二张专辑时，WAVEBOY协助吉克隽逸与美国制作人Fingazz（Fingadelic） 和词曲创作团队Mr. Fantastic进行创作性交流沟通。
2016年，WAVEBOY在日本厂牌Space Shower Music与艺人Colorful Mannings (KOSEN)携手创作EP，贡献“The Greatest Thing”和“Thinking of You”两首作品。
2021年2月，环球音乐版权集团中国（UMPG中国）在社交媒体上宣布，与词曲家、歌手WAVEBOY签署全球版权独家代理协议。

## 音乐作品
The Greatest Thing - Colorful Mannings (KOSEN) feat. Mikhael (WAVEBOY)
Thinking of You - Colorful Mannings (KOSEN) feat. Mikhael (WAVEBOY)
For Forever - 华晨宇 (作词）
Baby Girl - YOUNG-G (作词）
同一片星空 - 电视剧《一又二分之一的夏天》主题曲（作曲）
狐狸的宝藏 - WAVEBOY (演唱）